# Bucsu
Bucsu es un pueblo ubicado en el distrito de Szombathely, condado de Vas, Hungría.

## Superficie
Posee una superficie de 16,54 kilómetros cuadrados.

## Demografía
Hasta 2022 la población era de 586 habitantes, con una densidad de población de 35,43 habitantes por kilómetro cuadrado.